# 慶尚南道 (日本統治時代)
慶尚南道（けいしょうなんどう、キョンサンナムド）は、日韓併合時代の朝鮮の行政区画の一つ。現在の大韓民国の慶尚南道、釜山広域市及び蔚山広域市を合わせた地域にあたる。道庁は釜山に置かれた。

## 概要
朝鮮東南部、慶尚道地方の南部にあたる。北に慶尚北道、西に全羅南道・全羅北道と接する。
港湾都市釜山を擁し、大阪府と兵庫県と同じ立ち位置の地域として発展した。日本内地との関係も密接であった。

## 人口
昭和11年現住戸口調査より
- 総人口 2,214,406人
  - 内訳
    - 内地人 96,926人
    - 朝鮮人 2,115,553人
    - その他 1,927人

## 行政区分
昭和20年（1945年）当時

### 府
- 釜山府
- 馬山府
- 晋州府

### 郡
- 晋陽郡
  - 平居面、奈洞面、道洞面、井村面、金谷面、文山面、晋城面、一班城面、二班城面、寺奉面、智水面、大谷面、琴山面、集賢面、美川面、鳴石面、大坪面、水谷面
- 宜寧郡
  - 宜寧面、嘉礼面、七谷面、大義面、華井面、龍徳面、正谷面、芝正面、洛西面、富林面、鳳樹面、宮柳面、柳谷面
- 咸安郡
  - 咸安面、伽耶面、郡北面、法守面、代山面、漆西面、漆北面、漆原面、山仁面、艅航面
- 昌寧郡
  - 昌寧面、高岩面、城山面、大合面、梨房面、遊漁面、大池面、昌楽面、南旨面、丈麻面、釜谷面、霊山面、古谷面、都泉面、桂城面
- 密陽郡
  - 密陽邑、府北面、上東面、山外面、山内面、丹場面、三浪津面、上南面、下南面、初同面、武安面、清道面
- 梁山郡
  - 梁山面、東面、勿禁面、院洞面、上北面、下北面、熊上面
- 蔚山郡
  - 蔚山邑、方魚津邑、下廂面、農所面、江東面、温山面、西生面、温陽面、青良面、熊村面、凡西面、斗東面、斗西面、彦陽面、上北面、三南面
- 東萊郡
  - 亀浦邑、北面、沙上面、機張面、日光面、長安面、鼎冠面、鉄馬面
- 金海郡
  - 金海邑、進永邑、駕洛面、大渚面、鳴旨面、菉山面、長有面、酒村面、進礼面、二北面、生林面、上東面、下東面
- 昌原郡
  - 鎮海邑、内西面、昌原面、東面、北面、大山面、上南面、熊南面、亀山面、鎮東面、鎮北面、鎮田面、熊川面、熊東面、天加面
- 統営郡
  - 統営邑、長承浦邑、龍南面、山陽面、道山面、光道面、遠梁面、閑山面、長木面、屯徳面、巨済面、沙等面、一運面、東部面、河清面、延草面
- 固城郡
  - 固城邑、三山面、下一面、下二面、上里面、大可面、永県面、永吾面、介川面、九万面、会華面、馬巌面、東海面、巨流面
- 泗川郡
  - 三千浦邑、泗川面、正東面、泗南面、龍見面、南陽面、杻洞面、昆陽面、昆明面、西浦面
- 南海郡
  - 南海面、二東面、三東面、南面、西面、古県面、雪川面、昌善面
- 河東郡
  - 河東邑、花開面、岳陽面、赤良面、横川面、古田面、金南面、辰橋面、良浦面、北川面、青巌面、玉宗面
- 山清郡
  - 山清面、車黄面、梧釜面、生草面、今西面、三壮面、矢川面、丹城面、新安面、生比良面、新等面
- 咸陽郡
  - 咸陽面、席卜面、馬川面、休川面、柳林面、水東面、池谷面、安義面、西下面、西上面、栢田面、瓶谷面
- 居昌郡
  - 居昌邑、月川面、主尚面、熊陽面、高梯面、北上面、渭川面、馬利面、南上面、南下面、神院面、加祚面、加北面
- 陜川郡
  - 陜川面、鳳山面、妙山面、伽耶面、冶炉面、栗谷面、草渓面、双冊面、徳谷面、青徳面、赤中面、大陽面、双栢面、三嘉面、佳会面、大并面、龍洲面

## 歴代慶尚南道知事（道長官を含む）

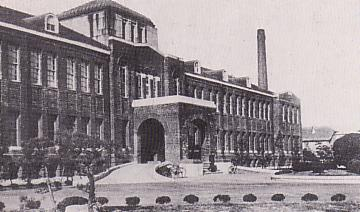
1925年に竣工した2代目の慶尚南道庁舍。

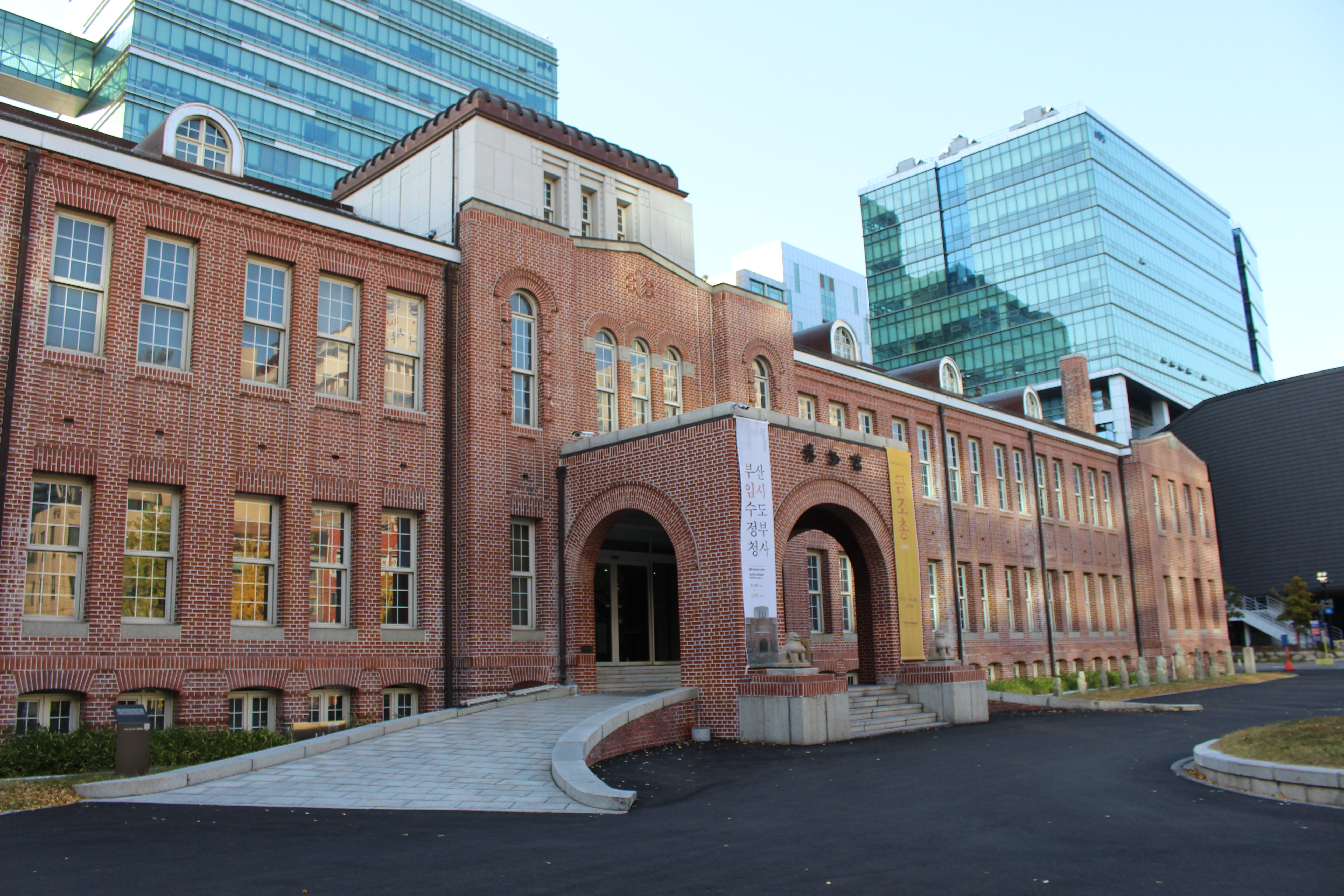
現在の旧慶尚南道庁舍（2017年）。朝鮮戦争時には大韓民国政府庁舎として用いられた。釜山地方法院を経て、2009年から東亜大学校博物館となっている。

1919年8月以前は「慶尚南道長官」。
| 氏名         | 在任期間                        | 備考                      |
| ------------ | ------------------------------- | ------------------------- |
| 香川輝       | 1910年10月1日 - 1913年2月14日   | 慶尚南道長官              |
| 佐々木藤太郎 | 1913年2月14日 - 1921年12月26日  | 1919年8月より慶尚南道知事 |
| 沢田豊丈     | 1921年12月26日 - 1923年2月24日  |                           |
| 和田純       | 1923年2月24日 - 1928年1月31日   |                           |
| 水口隆三     | 1928年1月31日 - 1929年1月21日   |                           |
| 須藤素       | 1929年1月21日 - 1929年11月28日  |                           |
| 谷多喜磨     | 1929年11月28日 - 1930年12月24日 |                           |
| 渡辺豊日子   | 1930年12月24日 - 1933年8月4日   |                           |
| 関水武       | 1933年8月4日 - 1935年4月1日     |                           |
| 土師盛貞     | 1935年4月1日 - 1937年5月26日    |                           |
| 阿部千一     | 1937年5月26日 - 1938年9月10日   |                           |
| 山沢和三郎   | 1938年9月10日 - 1941年11月19日  |                           |
| 西岡芳次郎   | 1941年11月19日 - 1943年3月27日  |                           |
| 大野季夫     | 1943年3月27日 - 1945年3月28日   |                           |
| 信原聖       | 1945年3月28日 -                 | 日本統治下最後の知事      |

## 法院（裁判所）

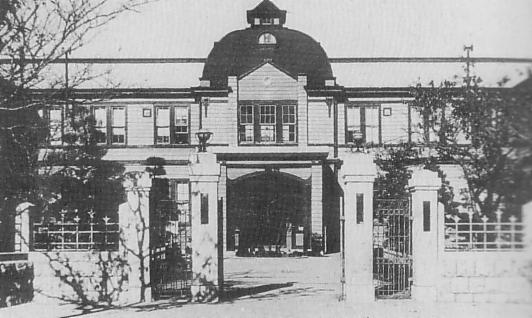
釜山地方法院

昭和16年（1941年）当時
- 釜山地方法院
- 釜山地方法院馬山支庁
- 釜山地方法院密陽支庁
- 釜山地方法院統営支庁
- 釜山地方法院晋州支庁
- 釜山地方法院居昌支庁

## 刑務所
昭和16年（1941年）当時
- 釜山刑務所

## 警察
昭和2年（1927年）当時
- 慶尚南道警察部
  - 釜山警察署
  - 釜山水上警察署
  - 馬山警察署
  - 晋州警察署
  - 宜寧警察署
  - 咸安警察署
  - 昌寧警察署
  - 密陽警察署
  - 梁山警察署
  - 蔚山警察署
  - 東萊警察署
  - 金海警察署
  - 鎮海警察署
  - 統営警察署
  - 巨済警察署
  - 固城警察署
  - 泗川警察署
  - 南海警察署
  - 河東警察署
  - 山清警察署
  - 咸陽警察署
  - 居昌警察署
  - 陜川警察署

### 憲兵警察制度下における憲兵部隊
大正4年（1915年）当時
- 晋州憲兵隊
  - 泗川憲兵分隊
  - 居昌憲兵分隊
  - 鎮海憲兵分隊
  - 釜山憲兵分隊

## 税務
昭和16年（1941年）当時

### 税務署
- 釜山税務署
- 馬山税務署
- 晋州税務署

### 税関
- 釜山税関

## 気象
昭和17年（1942年）当時
- 釜山測候所
- 蔚山測候所

## 高等教育機関
- 釜山水産専門学校

## 日本軍駐屯地
昭和11年（1936年）の平時編制
- 馬山重砲兵大隊（馬山府）
- 鎮海湾要塞司令部（昌原郡）

## 鉄道
昭和20年（1945年）の路線

### 総督府鉄道
- 京釜線
- 東海線
- 慶全線
- 鎮海線

## 道路
昭和2年（1927年）当時

### 一等道路
- 京城釜山線
- 天安大邱線
- 三浪津馬山線
- 昌原県洞線
- 大邱統営線
- 晋州尚州線
- 晋州三千浦線
- 居昌昌寧線
- 馬山左水営線
- 釜山下端線
- 釜山慶州線

### 二等道路
- 忠州盈徳線
- 全州晋州線

## 港湾
昭和6年（1931年）当時

### 開港
- 釜山港

### 地方港
- 方魚津港
- 鎮海港
- 馬山港
- 統営港
- 三千浦港
- 長生浦港
- 大辺浦港
- 長承浦港
- 船津港
- 辰橋港
- 道洞港

## 鉱山
- 統営金山

## 神社
- 龍頭山神社
- 晋州神社
- 馬山神社
- 統営神社
- 鎮海神社
- 密陽神社
- 三浪津神社

## 企業
道内に本社を有する資本金50万円以上の企業である（昭和15年・1940年当時）

### 農林水産業
- 中部農事
- 永和興業
- 南海拓殖
- 釜山水産
- 朝鮮水産輸出
- 守谷水産商事
- 南鮮水産

### 鉱業
- 朝鮮産金興業
- 大菱金山鉱業

### 建設業
- 釜山鎮埋築

### 製造業
- 朝鮮紡織
- 三和護謨
- 馬山繰棉工場
- 朝鮮金属工業
- 釜山製氷冷蔵
- 旭絹織

- 朝鮮製罐
- 朝鮮護謨調帯
- 森林産業
- アサヒゴム
- 朝鮮製油

- 朝鮮薬化学工業
- 昭和酒類
- 大鮮醸造
- 長尾商店
- 清水精米所

### 運輸業
- 釜山臨港鉄道
- 沢山兄弟商会
- 大池回漕店
- 朝鮮汽船
- 慶南自動車
- 立石汽船
- 慶南陸運
- 釜山交通

### 卸売小売業
- 明治屋
- 元東貿易
- 立石商店
- コマヤ呉服店
- 釜山青果
- 朝鮮築港
- 南朝鮮米油
- 朝鮮自動車販売

### 金融業
- 釜山無尽

### 不動産業
- 釜山築港

## マスメディア

### ラジオ放送局
昭和20年（1945年）8月当時
- 朝鮮放送協会釜山放送局（呼出符号：JBAK）
- 朝鮮放送協会馬山放送局（呼出符号：JBOK）

### 日本語新聞
昭和16年（1941年）当時
- 朝鮮時報（英語版）
- 釜山日報（英語版）
- 南鮮日報（英語版）

## 出身有名人
この時代に生まれ育つか、または活躍した者を掲載
- 全斗煥（元大韓民国大統領）
- 金泳三（元大韓民国大統領）
- 金素雲（作家）
- 李秉喆（韓国の資本家）
- 李禹煥（美術家）
- 重光武雄（日本及び韓国の資本家）
- 金達寿（作家）
- 朴春琴（朝鮮人初の衆議院議員）
- 卓庚鉉（特攻隊員）
- 川原俊夫（日本の実業家・辛子明太子の考案者）